# Cyperus sanguineoater
Cyperus sanguineoater là loài thực vật có hoa trong họ Cói. Loài này được Boeckeler mô tả khoa học đầu tiên năm 1881.